# Henry Johansen
Henry „Tippen” Johansen (Oslo, 1904. július 21. – Oslo, 1988. május 29.) norvég labdarúgókapus, edző, síugró.